# Jan Jůzl
Jan Jůzl (25. listopadu 1905, Hořepník – 22. července 1976, Havlíčkův Brod) byl český malíř, grafik a ilustrátor.

## Život a činnost
Jan Jůzl se narodil v Hořepníku u Pelhřimova. Z Hořepníku se se svými rodiči přestěhoval do Havlíčkova Brodu, kde navštěvoval gymnázium. V sextě zanechal studia a věnoval se malířství. Nejprve soukromě studoval u malíře Františka Hladíka. Po dvouletém studiu na Akademii výtvarných umění u profesora Maxe Švabinského odešel do soukromé krajinářské školy Aloise Kalvody. V letech 1929-30 navštěvoval Slovensko a Moravu, avšak později mu stále častěji byla inspirací rodná Vysočina.
Jůzl se velkou měrou podílel na založení výtvarného oboru v Lidové škole umění v Havlíčkově Brodě. Zde v letech 1961-72 svojí pedagogickou činností zasáhl do kulturního života města i okresu. Po vzoru svého učitel Maxe Švabinského ovládal řadu grafických technik. Významná je rovněž jeho tvorba ilustrační. Dřevoryty a akvarely vyzdobil řadu knih vydaných Krajským nakladatelstvím v Havlíčkově Brodě. Ilustroval i jednu z nejkrásnějších básní v próze Já se vrátím od Františka Halase. Vysokým oceněním, přesahující rámec regionu, však Jůzl dosáhl provedením ilustrací pro Atlas uznaných odrůd brambor a Atlas chorob a škůdců brambor, kterým se dostalo uznání i v zahraničí.
Jan Jůzl zemřel 22. července 1976 v Havlíčkově Brodě.